# Kommunikationsteori
Kommunikationsteori er som navnet antyder teori om kommunikation, som regel omhandlende hvordan et budskab kommer fra modtager til afsender. Kommunikationsteorien anvendes bl.a. i reklamebranchen, men naturligvis også mange andre steder. Nogle af de grundlæggende elementer i kommunikationsteorien er:
- Kommunikationsmodel
- Empati
- Modtager - person(erne) som modtager kommunikationen
- Afsender
- Envejskommunikation
- Tovejskommunikation

## Kommunikationsstudier
Studiet af kommunikation er nyt set i forhold til de mere etablerede videnskabsretninger som filosofi og sociologi. Studiet af kommunikation inddrager elementer fra en række forskellige retninger inden for videnskaben, heriblandt:
- Filosofi, herunder erkendelsesteori, Frankfurterskolen
- Sociologi, herunder kybernetik
- Samfundsvidenskab, herunder
- Sprogvidenskab, herunder retorik, argumentation
- Videnskabsteori, herunder videnskabsfilosofi

Stilperioder som kommunikationsstudiet bevæger sig i:
- Postmodernisme
- Funktionalisme
- Konstruktivisme
- Klassicismen

Som det tydeligt fremgår så inddrager kommunikationsstudiet meget teori og bygger på det arbejde som er udført gennem hundreder af år i andre videnskabelige grene. Disse kombineres og danner basis for forståelse af de mange forskellige teorier om kommunikation.

### Studiesteder
Studiet af kommunikation har i mange år kun eksisteret på RUC. Her skal man i dag først gennemføre den Humanistiske basisuddannelse på to år, eller en af de andre basis uddannelser og efterfølgende et år på overbygning. Herefter kan man gå videre og studere i to år til cand.comm.
I år 2001 oprettede Copenhagen Business School en linje HA(kom.) som indeholder studiet af kommunikation og økonomi. Da de første HA(kom.) studerende blev færdige i 2004, oprettedes overbygningen cand.merc.kom.
I år 2011 startede Danmarks Medie- og Journalisthøjskole også en kommunikationsuddannelse. Det er en Professionsbachelor i Kommunikation, og tager 3,5 år